# Hòa Mục
Hòa Mục là một xã thuộc huyện Chợ Mới, tỉnh Bắc Kạn, Việt Nam.

## Địa lý
Xã Hòa Mục có vị trí địa lý:
- Phía bắc giáp thành phố Bắc Kạn
- Phía đông giáp xã Tân Sơn
- Phía nam giáp xã Cao Kỳ
- Phía tây giáp xã Thanh Vận.

Xã Hòa Mục có diện tích 40,48 km², dân số năm 2019 là 2.140 người, mật độ dân số đạt 53 người/km².
Xã có tuyến quốc lộ 3 đi qua địa bàn, song song với sông Cầu. Ngoài ra, trên địa phận Hòa Mục còn có suối Tái Mèn.

## Hành chính
Xã Hòa Mục được chia thành 8 xóm bản: Đồn, Giác, Tân Khang, Mỏ Khang, Chang, Nà Tôm, Khuổi Nhàng, Vọt.